# Iposmia
L'iposmia è la diminuita capacità di percepire in toto o in parte gli odori. Per cause di natura idiopatica o secondarie si può verificare la diminuzione della soglia del percepimento degli odori. L'iposmia si differenzia dall'anosmia che invece è l'incapacità di percepire tutti gli odori.

## Eziologia
Alcune cause scatenanti l'iposmia possono essere fattori che ledono parzialmente o totalmente il nervo olfattivo o che ne modificano la funzionalità come allergie, polipi nasali,  o traumi al cranio.

## Valore diagnostico
Basandosi sulle più recenti evidenze scientifiche, l'iposmia potrebbe essere un precoce segno del Parkinson, della malattia di Alzheimer e della Demenza da corpi di Lewy.